# パチ・スロ サイトセブンTV
パチ・スロ サイトセブンTV（パチ・スロ サイトセブンティーヴィー）は、パチンコ・パチスロの情報を扱う専門チャンネルである。
番組供給事業者はダイコク電機株式会社。スカパー!プレミアムサービス、ひかりTV等で視聴可能。

## 沿革
- 2003年10月 - 『全日本「パチンコ・パチスロ」情報局!』、SKY PerfecTV!（現・スカパー!プレミアムサービス）・Ch.754で開局。開局当時の電気通信役務利用放送事業者はテレビワールド
- 2005年
  - 3月 - 電気通信役務利用放送事業者がテレビワールドからダイコク電機に変更
  - 10月 - チャンネル名を『パチ・スロ サイトセブンTV』に変更
- 2006年
  - 7月 - 『パチ・スロ サイトセブンTV2』、SKY PerfecTV!・Ch.777で開局
  - 9月 - Ch.754『パチ・スロ サイトセブンTV』が閉局、同時にCh.777『パチ・スロ サイトセブンTV2』のチャンネル名を『パチ・スロ サイトセブンTV』に変更
- 2009年
  - 2月 - 電気通信役務利用放送事業者がダイコク電機からDIXEOに変更、同時にスカパー!の視聴料金を月額700円から740円（いずれも税別）に変更
  - 7月 - ニコニコ動画において専門チャンネルを出店。無料期間を経て有料販売に至る。
- 2012年
  - 5月 - DIXEOからダイコク電機への一部事業譲渡により、衛星一般放送事業者がダイコク電機に変更。
  - 9月29日 - スカパー!プレミアムサービス Ch.HD537においてハイビジョン放送を開始。
- 2013年9月30日 - スカパー!プレミアムサービス（標準画質）Ch.SD777の放送を終了。
- 2016年
  - 11月1日 - 視聴料金を月額740円から980円（いずれも税別）に変更。
  - 12月1日 - スカパー!プレミアムサービスの衛星一般放送事業者が、スカパー・ブロードキャスティングからスカパー・エンターテイメントに変更。

## 放送内容
文字通りパチンコ・パチスロに関する番組で占められている。また、ダイコク電機の製品群（例：データ表示器「BIGMO PREMIUM」・スマホアプリ「パチロボ」など）を宣伝する番組も散見される。

### 主な番組
- パチスロバトルリーグS
- パチスロバトルリーグ
- サイトセブンカップ
- ういちとヒカルのおもスロいテレビ
- ブラマヨ吉田のガケっぱち!!
- パチマガGIGA WARS
- 海賊王船長タック
- どうにか貧乏家族
- 万発・ういち・ヤング もうちょっと風に吹かれて。
- 万発・ヤングのわかってもらえるさ
- Ready Steady Go! リターンズ
- サイトセブンアワー（再放送・特番枠）

他局制作番組
- パチスローライフ（エンタメ〜テレ☆シネドラバラエティ）
- パチスロキャノンボール（V☆パラダイス）
- 微女と野獣（DMMぱちタウン）

## インターネット経由の視聴
- スカパー!プレミアムサービス、ひかりTVでの放送以外に、パチ・スロ サイトセブンTV公式サイト（全番組一括・月額制）、ニコニコ動画の「パチ・スロ サイトセブンTVチャンネル」（番組単位・14日間有効）での視聴が可能である。